# Derenburg
Derenburg là một thị xã thuộc huyện Harz, trong bang Sachsen-Anhalt, Đức. Đô thị Derenburg có diện tích 37,25 km². Derenburg nằm ở phía bắc Harz, cự ly khoảng 9 km về phía đông Wernigerode, và 10 km về phía tây Halberstadt. Đô thị này thuộc Verwaltungsgemeinschaft ("đô thị tập thể") Nordharz.